# 8593 Angustirostris
A 8593 Angustirostris (ideiglenes jelöléssel 2186 T-1) a Naprendszer kisbolygóövében található aszteroida. Cornelis Johannes van Houten, Ingrid van Houten-Groeneveld és Tom Gehrels fedezte fel 1971. március 25-én.